# Aichi B7A
L'Aichi B7A Ryusei (流星? Stella cadente, nome in codice alleato Grace) fu un aerosilurante e bombardiere in picchiata monomotore ad ala di gabbiano invertita prodotto dall'azienda giapponese Aichi Tokei Denki nella prima parte degli anni quaranta ed utilizzato dalla Dai-Nippon Teikoku Kaigun Kōkū Hombu, l'aeronautica militare della Marina imperiale giapponese, durante le fasi finali della seconda guerra mondiale.

## Storia del progetto
Il B7A Ryusei nasce dall'esigenza della Marina imperiale giapponese di dotarsi di un nuovo velivolo
destinato a sostituire i Nakajima B6N Tenzan e Yokosuka D4Y Suisei. Per lo sviluppo venne contattata, nel 1941, la Aichi Tokei Denki la quale realizzò il prototipo portato in volo per la prima volta nel maggio 1942. Benché fosse stato ritenuto idoneo nel soddisfare le specifiche richieste, a causa di problemi legati alla fornitura dei motori necessari alla sua produzione ne venne ritardata la consegna ai reparti. Data l'avversa situazione bellica in cui versava l'Impero giapponese verso la fine del conflitto e la mancanza di portaerei perse durante gli scontri nel Pacifico, la Marina decise di non investire più su questo modello, oramai considerato inutile, e la sua produzione si limitò a circa un'ottantina di esemplari.
Sebbene leggermente più lento del D4Y, il Ruisey era dotato di una notevole manovrabilità oltre che risultare sufficientemente veloce da competere con lo Zero e, se fosse stato introdotto in tempo e prodotto su larga scala, sarebbe potuto diventare un serio avversario per i caccia della United States Navy.

## Tecnica

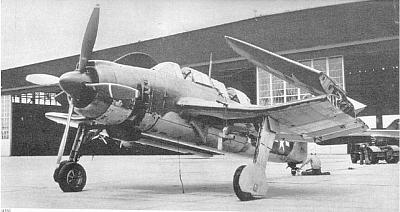
Un Aichi B7A2 con le semiali chiuse per il rimessaggio, preda di guerra statunitense, ed utilizzato per prove comparative (si noti la coccarda USAAF.

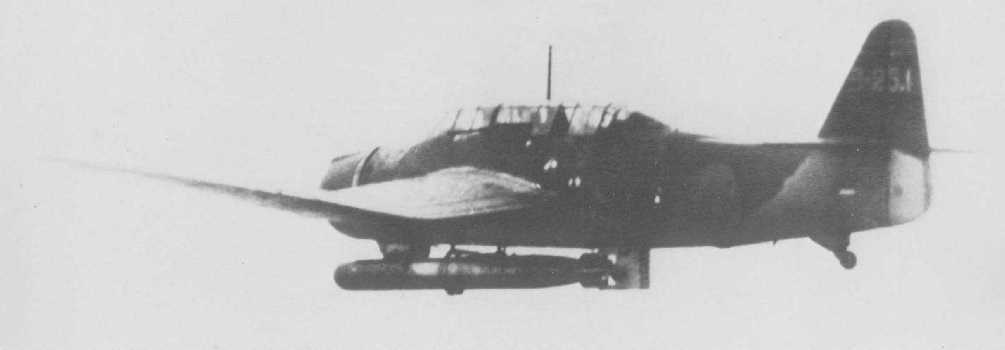
Un Ryusei in volo mostra la posizione ventrale del siluro.

Il B7A Ryusei aveva un aspetto tradizionale e sfruttava l'opportunità di avere una fusoliera dal ridotto diametro frontale offerto dal compatto motore. Dotata di un lungo abitacolo a due posti in tandem che beneficiava di un tettuccio dall'ampia finestratura, terminava in una coda dall'impennaggio classico monoderiva. La configurazione alare era ad ala di gabbiano invertita, simile a quelle del F4U Corsair, che, oltre ad altri vantaggi, manteneva una sufficiente altezza da terra tale da utilizzare un'elica di grande diametro senza necessitare di lunghe gambe di forza del carrello d'atterraggio che ne compromettevano la robustezza. Questo aveva una configurazione triciclo posteriore classica, con i due anteriori completamente retrattili verso l'interno ed integrati da un ruotino d'appoggio posteriore. La propulsione era affidata ad un radiale Nakajima NK9C Homare a 18 cilindri e raffreddato ad aria in grado di erogare una potenza di 1 825 CV (1 360 kW).

## Versioni
- B7A1 - prototipo, prodotto in 9 esemplari.
- B7A2 - versione di serie, prodotta in 105 esemplari.[2]
  - B7A2 (prototipo) - versione motorizzata con il più potente Nakajima Homare 23 da 2 000 hp (1491 kW), realizzata in un solo esemplare
- B7A3 - versione rimasta solo a livello progettuale

## Utilizzatori
Giappone
- Dai-Nippon Teikoku Kaigun Kōkū Hombu